# انتخابات الرئاسة القمرية 2010
انتخابات الرئاسة القمرية 2010 هي الانتخابات الرئاسية التي جرت في 2010، في جزر القمر، لانتخاب رئيس جزر القمر، فاز بالانتخابات إكليل ظنين.